# ديفيد هورن
ديفيد هورن (بالإنجليزية: David Horne)‏ هو ممثل بريطاني (وحمل سابقاً جنسية المملكة المتحدة لبريطانيا العظمى وأيرلندا)، ولد في 14 يوليو 1898 في المملكة المتحدة، وتوفي في 15 مارس 1970 بلندن في المملكة المتحدة.

## وصلات خارجية
- ديفيد هورن على موقع IMDb (الإنجليزية)
- ديفيد هورن على موقع قاعدة بيانات برودواي على الإنترنت (الإنجليزية)
- ديفيد هورن على موقع قاعدة بيانات الفيلم (الإنجليزية)